# Sturnella
Sturnella is een geslacht van zangvogels uit de familie troepialen (Icteridae). 

## Soorten
Na afsplitsing van het geslacht Leistes in 2017 heeft dit geslacht nu nog drie soorten:
- Sturnella lilianae  – Lilians weidespreeuw
- Sturnella magna  – Witkaakweidespreeuw
- Sturnella neglecta  – Geelkaakweidespreeuw